# Polska Fundacja Przedsiębiorczości
Trwa reanimacja tego artykułu/biogramu. Pomóż go nam poprawić.
Polska Fundacja Przedsiębiorczości (PFP) z siedzibą w Szczecinie (kontynuator działalności Kanadyjsko-Polskiej Fundacji Przedsiębiorczości, która uzyskała dotacje od rządu Kanady) jest jedną z instytucji otoczenia biznesu w Polsce. Istnieje na rynku od 1997 r. świadcząc usługi finansowe, doradcze i szkoleniowe dla mikro, małych i średnich przedsiębiorstw, a także dla osób planujących założenie działalności gospodarczej. Od początku Fundacja jest ukierunkowana na wdrażanie programów oraz usług służących zwiększaniu poziomu aktywności i innowacyjności polskich przedsiębiorstw.
Począwszy od 1997 roku Fundacja przeszkoliła i doradziła ponad 90 tys. przedsiębiorcom, udzieliła wsparcia finansowego ponad 4,4 tys. mikro, małych i średnich przedsiębiorstwom (MŚP) o wartości przekraczającej 350 mln zł. Wartość kredytów i pożyczek udzielonych w ramach poręczeń przekroczyła 1,5 mld zł.
Poprzez stosowanie instrumentów finansowania MŚP (Fundusze Pożyczkowe, Fundusze Poręczeń Kredytowych, Fundusz Seed Capital, Sieć Aniołów Biznesu, Fundusz Venture Capital) Fundacja dysponuje możliwością wspierania kapitałowego wysoce innowacyjnych a zarazem ryzykowanych projektów inwestycyjnych.